# Franz Xaver Gerl
Franz Xaver Gerl   (Andorf, 30 de novembre de 1764 - Mannheim, 9 de març de 1827) fou un cantant (corda de baix) i compositor de l'època clàssica. Va cantar el paper de Sarastro en l'estrena de Mozart l'òpera La flauta màgica.
Va cantar infant de cor a Salzburg; el "Grove Dictionary of Music and Musicians" afirma que probablement va ser deixeble de Leopold Mozart. Va assistir a la Universitat de Salzburg, estudiant lògica i física. La seva carrera com a baix va començar el 1785 amb la companyia teatral de Ludwig Schmidt.
Evidentment, tenia un rang vocal impressionantment baix; Branscombe (1991) observa que les notes molt baixes que Mozart va incloure a la part de Sarastro han estat "desesperades per a molts cantants de baixos des de llavors".
Cap al 1787 es va incorporar a la companyia teatral d'Emanuel Schikaneder, per la qual va cantar el paper exigent d'Osmin a l'òpera de Mozart Die Entführung aus dem Serail (El rapte del Serrall) i altres papers. El 1789 la troupe es va instal·lar al Theater auf der Wieden de Viena. Gerl va participar en un sistema de composició conjunta utilitzat per la troupe de Schikaneder, en el qual Singspiel es va produir ràpidament al col·laborar amb diversos compositors. Com a tal, Gerl podria haver estat el compositor de l'ària "Ein Weib ist das herrlichste Ding", per la qual cosa Mozart va escriure un conjunt de variacions per a piano, KV. 613 (el compositor pot ser que en canvi hagi estat un altre cantant-compositor de la troupe, Benedikt Schak).
Mozart va arribar a participar gradualment a les activitats de la tropa de Schikaneder, culminant amb la seva òpera La flauta màgica (1791), amb llibret de Schikaneder. Gerl va estrenar el paper de Sarastro, i va continuar cantant aquesta part en moltes actuacions fins al 1792. Va deixar la troupe de Schikaneder el 1793.
És possible que Gerl hagi participat en un assaig del Rèquiem de Mozart el dia abans que el compositor morís; per a més detalls, consulteu Benedikt Schack .
La posterior carrera de Gerl el va portar a Brno i Mannheim, on es va retirar el 1826 on va morir el 1827.

## Avaluació
Peter Branscombe, escriu al New Grove, i ofereix el següent sobre la reputació de Gerl com a cantant: 
| « | "Quan Schröder, el més gran actor-gerent de la seva època, va anar a Viena el 1791, se li va dir que no perdés de sentir Benedikt Schak i Gerl el va escoltar al teatre de Schikaneder" | » |

Branscombe també destaca la notable qualitat de la música que Mozart va escriure per a Gerl.

## Família
Gerl es va casar amb la soprano Barbara Reisinger (1770-1806) el 2 de setembre de 1789. També va cantar amb la troupe de Schikaneder, i va interpretar el paper de Papagena en l'estrena de La Flauta Màgica. Va anar amb Gerl a Brno i a Mannheim i hi va morir poc després de parir el segon fill.